# Nuestra Señora de Aldeasoña
Nuestra Señora de Aldeasoña es una advocación mariana venerada en la localidad segoviana de Aldeasoña.

## Imagen
La imagen de Nuestra Señora de Aldeasoña es una talla románica de madera policromada que representa a una Virgen coronada que sirve de trono al Niño Jesús. El tamaño de la imagen, la policromía, la expresión de la cara, la posición del Niño Jesús y el resto de características físicas han llevado a pensar que fue tallada en el siglo XIII. Esta talla tiene cierta semejanza con otras del mismo periodo como Nuestra Señora de Sahagún, Nuestra Señora de la Majestad (Astorga), la Virgen de la Vega (Salamanca), la Virgen del Sagrario (Toledo) o Nuestra Señora del Espino (Burgo de Osma).
La imagen ha sido resaturada por su descubridor, Graziano Panzieri. El proceso de restauración ha consistido en limpiar la imagen, reintegrar los escasos volúmenes que faltaban (la mano y los pies del Niño Jesús y la corona de la Virgen), y tapar dos agujeros laterales que fueron utilizados en su momento para afianzar la imagen a un soporte. Una vez consolidada toda la obra de arte, fue depositada en una urna de cristal que permite preservarla en perfecto estado.

## Historia
En 1737, Domingo Valentín Guerra Arteaga y Leiva, Obispo de Segovia, ordenó "que se ensanche la sacristía y se entierre una imagen de Nuestra Señora que está en el altar último a la mano derecha y en su lugar se ponga otra más pequeña que está en el mismo altar", no obstante, por razones desconocidas, la Virgen fue situada detrás del retablo de la Virgen del Rosario y su existencia fue olvidada con el paso del tiempo. El enterramiento de imágenes antiguas o deterioradas no era algo extraño puesto que no se podían vender ni destruir como consecuencia de su naturaleza religiosa.
El 24 de septiembre de 2012, al desmontar uno de los paneles del retablo de la Virgen del Rosario para su restauración, Graziano Panzieri descubrió la imagen de Nuestra Señora de Aldeasoña que se encontraba situada en una hornacina detrás del citado retablo. La noticia del hallazgo generó una gran expectación entre los habitantes del pueblo y todos aquellos que mantienen algún tipo de vinculación con la localidad.
Unas semanas después de su hallazgo, el Ayuntamiento de Aldeasoña convocó un referéndum popular para elegir el nombre de la Virgen. El éxito de esta iniciativa fue rotundo puesto que 68 de los 74 vecinos que se encontraban empadronados en la localidad acudieron a la votación. Al final, se aprobó por unanimidad que la imagen se llame Nuestra Señora de Aldeasoña.

## Fiestas y tradiciones
El sábado más cercano al 24 de septiembre se conmemora el descubrimiento de Nuestra Señora de Aldeasoña con una procesión nocturna iluminada por multitud de velas, en el transcurso de la cual, vecinos ataviados con trajes tradicionales bailan jotas en honor a su patrona.

## Himno
Nuestra Señora de Aldeasoña dispone de un himno propio compuesto en 2.012. El autor de la música del Himno a Ntra. Sra. de Adeasoña es Chema García Portela (1980) compositor, director, clarinetista, pedagogo y profesor de Conservatorio. La letra es original de José Mª García Sanz (1941), escritor, poeta, profesor de Lengua y Literatura y Presidente y Coralista de la A.C. Coral Segoviana Voces de Castilla. Fue compuesto para ser estrenado en la fiesta en honor de Ntra. Sra. de Aldeasoña, el 7 de diciembre del año 2.012, que apareció tras el retablo de la iglesia en una obras de restauración. El estreno fue llevado a cabo por la Coral Segoviana Voces de Castilla. Desde entonces es interpretado en su fiesta anual así como en otras fiestas dedicadas a la Virgen.

Salve a nuestra Señora de Aldeasoña

Salve, a nuestra madre.

Para no ser enterrada

orden de la autoridad

en humilde hornacina

te escondiste ante tu altar.

Y oculta permaneciste

por toda una eternidad.

Te recobramos gozosos

de ofrecerte un nuevo altar.

Salve a nuestra Señora de Aldeasoña

Salve, a nuestra madre.

Como Virgen coronada,

con el niño entre tus brazos

madera policromada

ante nosotros ya estás

Protege a tus hijos, Madre,

renueva en ellos la paz.

La paz de todos los hombres

que hoy nos vienes a dar.

Salve a nuestra Señora de Aldeasoña

Salve, a nuestra madre.

Salve, Salve, Salve, Salve.